# Universiade d'été de 2025
Navigation
Édition précédente Édition suivante
Les Universiade d'été de 2025 (Universiade), les XXXIIe Jeux mondiaux universitaires d'été et communément appelés les Jeux mondiaux universitaires d'été de la FISU Rhin-Ruhr 2025, la 32e édition de l'événement, se tiendront du 16 au 27 juillet 2025 dans la région Rhin-Ruhr en Allemagne.

## Sports et infrastructures
La Rhin-Ruhr a déjà proposé le beach-volley, l'aviron et le basket-ball 3x3 comme sports optionnels. Au total, 18 sports seront disputés (15 sports de base et 3 sports optionnels).
 

### Bochum
- Lohrheidestadion de Wattenscheid (athlétisme, voir résultats détaillés)
- Rundsporthalle (basket-ball)

### Düsseldorf
- Arena-Park (tir à l'arc, basket-ball 3 contre 3)
- Burgplatz/Rathausplatz/Mannesmannufer (beach-volley)
- Castello (basket-ball)
- Dome in Rath (gymnastique aux agrès, gymnastique rythmique)
- Merkur Spiel-Arena (volley-ball)
- Messe Düsseldorf (natation)
- Mitsubishi Electric Halle (basket-ball)

### Duisburg
- Piste de régate de Duisburg (aviron)
- Amateur-Schwimm-Club Duisburg (water-polo)
- Duisburger Schwimmverein (water-polo)

### Essen
- ETuF (tennis)
- Grugabad (plongeon)
- Grugahalle (judo)
- Messe Essen (escrime, taekwondo)
- Sportpark Am Hallo (basket-ball)
- Tennis de table (détails)

## Villes candidates
Dès le début de l'année 2018, l'adh (Allgemeine Deutsche Hochschulsportverband) s'est efforcée d'organiser les Universiades d'été 2025 en Allemagne. En janvier 2018, la FISU avait l'intention de lancer officiellement un appel à candidatures l'été suivant, mais cela n'a pas été le cas. Elle a suivi son constat, fait il y a plusieurs années déjà, selon lequel il n'est pas efficace pour tous les partis concernées de mettre en concurrence des villes et des pays hôtes potentiels dans le cadre de processus de candidature laborieux et qu'il est préférable de collaborer avec une seule ville. 
En début décembre 2018, le ministre fédéral de l'Intérieur a exprimé le soutien du gouvernement fédéral à l'adh lors de l'assemblée générale du DOSB. À la mi-avril 2019, une délégation de l'adh se rend à la FISU, qui s'est montrée satisfaite de l'initiative allemande d'organiser les Universiades, et il a été convenu d'entretenir dès à présent des échanges étroits et continus sur les questions relatives à la candidature et à l'organisation,. La remise de la « lettre d'intention » à la FISU dans la deuxième moitié du mois de juin marque le début de la procédure de candidature,, qui a été approuvée par 95,4 % des membres présents ayant le droit de vote lors de l'assemblée générale de l'adh en novembre et a constitué un nouveau jalon vers la remise officielle de la candidature. De plus en plus de soutiens se sont ajoutés aux partisans actuels, et c'est ainsi que l'adh a pu développer avec succès le concept de mise en œuvre en collaboration avec le ministère fédéral de l'intérieur, de la construction et de la patrie, la chancellerie du Land de Rhénanie-du-Nord-Westphalie, la FISU ainsi que les communes de Bochum, Duisbourg, Düsseldorf, Essen et Mülheim an der Ruhr, les universités membres de l'adh et d'autres partenaires du sport organisé et de la science. 
Après une visite d'inspection d'une délégation de la FISU du 5 au 7 mai, le comité exécutif de la FISU devait prendre la décision finale sur l'attribution lors de sa réunion du 15 mai 2021 à Düsseldorf, décision qui a été prise en faveur de la Rhénanie-Ruhr,,.
La FISU a été particulièrement séduite par l'approche confiante selon laquelle la détermination d'un lieu ou d'une région d'accueil devait reposer sur le résultat d'une étude de faisabilité ou d'une analyse de potentiel,.